# M/S Canton
Motorfartyget Canton av Göteborg var ett svenskt handelsfartyg som torpederades och sjönk 1940. 16 man omkom och 16 räddades.

## Historik
Canton var det första fartyg över 10 000 ton som byggts i Sverige. Hon levererades till Svenska Ostasiatiska Kompaniet (ej att förväxla med Svenska ostindiska kompaniet) den 19 januari 1922.
Sin första resa anträdde Canton den 23 januari 1922 från Göteborg och kom den 8 juli åter hem efter besök i Yokohama, Kobe och Vladivostok. 
I Suezkanalen kolliderade Canton i april 1925 med den brittiska ångaren Rhesus, varvid den senare, som bar skulden till olyckan, erhöll stora skador och måste sättas på land för att ej sjunka. Även Canton skadades och fick bland annat förpiken vattenfylld.
I maj 1932 tvingades Canton på grund av en häftig monsun ta en sydlig kurs och gick genom åttagradersskanalen mellan Minicoi och Maldiverna. Där strandade hon på ett korallrev. Rederiets fartyg Nagara övertog Cantons tio passagerare och efter fyra dygn flottogs Canton med en del skador. I juli kom Canton hem för reparation. Reparationen visade sig vara omfattande och tog cirka 33 dygn. Från 1937 till dess sista resa fördes Canton av kapten G. Thorsell. Han hade även fört S/S Japan innan hon krigsförliste 1941 av en annan tysk torped.

## Torpederingen
Med last av styckegods, var Canton på väg från Calcutta till Liverpool med anlöpande av Freetown i Sierra Leone. På ingående till Freetown mötte Canton den konvoj fartyget skulle ha följt med på utgåendet. Det bestämdes dock att Canton, som gick fortare än de andra i konvojen, skulle söka hinna ifatt denna enligt order, som kapten Thorsell fick av kommendanten i Freetown. På den plats som ordern hade angivit kunde inga konvojer dock siktas, varför Canton ensam påbörjade den vidare resan mot Liverpool. Fartyget förde endast nationalitetsflagg samt sitt namn på bogarna och i aktern.
Den 9 augusti kl 19:20 träffades Canton av en torped från den tyska ubåten U-30 under befäl av Fritz-Julius Lemp och sjönk inom loppet av 20-25 minuter. Vid tillfället rådde storm med hög sjö. Man lyckades få tre livbåtar i sjön och hela besättningen, 32 man, kom i dessa. Den ena livbåten hade skadats vid torpedexplosionen, varför dessa ombordvarande fördelades på befälhavarens och förste styrmannens båtar, sen lät man den skadade livbåten driva. Torpederingen ägde rum på Lat N 55 grader, 4 minuter Long V 11 grader 21 minuter som är en position utanför Irlands nordvästkust.
Livbåtarna skiljdes åt i mörkret. Förste styrman N. Westbergs båt nådde in till den irländska kusten vid Ballina med 16 man välbehållna. Två andra av Cantons livbåtar drev tomma iland i Donegal Bay. Strax före skymningen efter Cantons torpedering hade man siktat ett större fartyg på avstånd. Möjligt är att detta fartyg tagit ombord de övriga männen av Cantons besättning, vilket dock inte kunde observeras från styrmannens livbåt, och att detta fartyg senare försvunnit med man och allt. De 16 saknade återfanns aldrig.